# NHL Hitz 2003
NHL Hitz 2003 är ett ishockeyspel, utgivet av Midway Games, som släpptes år 2002 till Playstation 2, Nintendo Gamecube, Xbox och Game Boy Advance. Spelet var utvecklat av Black Box medan Game Boy Advance-versionen utvecklades av Exient Entertainment. Det är det andra spelet i NHL Hitz-serien, på spelets omslag syns Chris Pronger från St. Louis Blues.

## Spelupplägg
Varje lag består av tre utespelare och en målvakt, och spelaren kan välja mellan att spela träningsmatcher eller en hel säsong. Spelaren kan även skapa eget lag, vilket sker i spelarläget "Franchise Mode".

## Mottagande
Spelet mottogs främst med positiva recensioner av spelkritikerna, förutom Game Boy Advance-versionen enligt webbplatsen Metacritic.